# Ctenomys magellanicus
El tuco tuco de Magallanes (Ctenomys magellanicus) es una especie de roedor histricomorfo de la familia Ctenomyidae, endémica de Argentina y Chile.
El pelaje es grisáceo, variando su tonalidad entre pálido y negruzco, con cola bicolor; mide entre 27 y 30 cm.

## Taxonomía
El nombre del género Ctenomys al desglosarlo, “cteno” significa peine dando referencia a los pelos que estos poseen sobre las garras los cuales los utilizan para peinar su cabello. Mientras que “mys” hace referencia a roedor. Mientras que los nombres populares de las diversas especies de este género hacen referencia principalmente a sus hábitos o características de su comportamiento. Así, tucotuco (Ctenomys magellanicus) hace referencia a la palabra oculto debido a lo difícil que es ver a estos roedores .
Se han descrito las subespecies Ctenomys magellanicusos godi y Ctenomys magellanicus magellanicus preferentemente en estepas frías de gramíneas (Festuca, Hordeum, Poa); Ctenomys magellanicus dicki en bosque y matorrales con especies como Senecio sp., Berberis empetrifolia, Berberis microphylla, Chiliotrichium diffusum, Baccharis magellanica y Empetrum rubrum. Ctenomys magellanicus fueginus en la estepa fría a baja altura, desde el nivel del mar a los 150m Ctenomys magellanicus obscurus en pastizales y matorrales con Berberis buxifolia 

## Aspectos morfológicos
Es un roedor herbívoro de pelaje suave y tupido. Presenta distintos tonos de pelaje con colores que van desde un gris claro a un gris oscuro. Tiene un cráneo con ángulos muy marcados, y orejas de pequeño tamaño, su cola es bicolor. Esta especie presenta dimorfismo sexual lo cual hace referencia a una diferencia física entre el macho y la hembra, donde en esta especie el macho presenta un tamaño mayor a la hembra. Poseen un solo par de incisivos superiores los cuales son característicos de los roedores. Y molares de forma semilunar o de riñón. Su último molar es muy reducido.

## Ecología

### Distribución
Es una especie endémica del sur de Chile y Argentina, siendo la única especie del género Ctenomys que habita actualmente la isla de Tierra del Fuego.  En Chile, posee una extensión de su presencia de 66.700 km² aproximadamente. Habitante de la estepa patagónica
Estos roedores poseen hábitos subterráneos, crean cuevas subterráneas de hasta 30 a 40 cm de profundidad las cuales se caracterizan por presentar nidos forrados en colchones de paja, la cual es previamente secada fuera de la madriguera antes de ingresarla y la cual actúa como aislante térmico, las fabrican principalmente con sus manos ya que poseen poderosas garras. Una vez que acumula suficiente suelo removido desplaza la tierra con las patas hacia el exterior de la madriguera, formando los túmulos característicos, puede utilizar sus dientes para ayudar con la excavación, aunque su uso principal es para roer material vegetal.
Las aberturas de sus madrigueras las orientan hacia la sombra del viento probablemente con la finalidad que no entren corrientes de aire frío. La nieve en el invierno también cumple una función aislante ya que evita que el calor de adentro emane hacia el exterior.  Las madrigueras presentan una galería principal la cual se comunica con varias ramas laterales. Estas ramas laterales pueden terminar en un punto de salida al exterior o en un túnel ciego, lo que les permite mantener un microclima dentro de la madriguera, amortiguando las bajas temperaturas exteriores.

### Comportamiento
Generalmente los roedores del género Ctenomys poseen hábitos de comportamiento más solitarios donde macho y hembra conviven por separado y sus reuniones son netamente con fines reproductivos para asegurar el éxito y propagación de la especie. Sin embargo, la especie Ctenomys magellanicus es caracterizada por ser gregaria, son roedores sociales los cuales viven en comunidades formando así numerosas colonias. Estos son difíciles de observar debido a que presentan hábitos crepusculares, es decir, están activos en horas de salida y puesta de sol, es por esto que en horarios diurnos o nocturnos es difícil observarlos fuera de sus madrigueras ya que pasan la mayor parte del día dentro de estas

### Hábitos reproductivos
La época reproductiva es principalmente en invierno cuando están encerrados en sus madrigueras y donde se produce la unión de las cuevas adyacentes. Poseen un periodo de gestación largo de 100 a 110 días. Luego, nacen las crías entre noviembre y diciembre los cuales son los meses donde hay mayores temperaturas. En general las hembras paren 3 crías en promedio. Las crías nacen cubiertas de pelo y con los ojos abiertos. Alrededor de 2 meses y medio después del parto las crías migran hacia la periferia de la población.

### Función reproductiva
El tuco-tuco magallánico se alimenta principalmente de vegetación, es una especie herbívora y consumen principalmente raíces de gramíneas. Forrajean cerca de sus madrigueras y luego consumen el alimento dentro de las mismas para minimizar los riesgos de ser depredados, consumen principalmente raíces de gramíneas. 
Un depredador conocido es Bubo magellanicus o tucúquere, un búho con hábitos nocturnos.

### Estado de conservación
Esta especie está clasificada por la UICN como "especie bajo preocupación menor"; esto se debe principalmente a causa de la degradación y perdida de su hábitat natural por culpa de la ganadería ovina ya que esta ha deteriorado principalmente la estepa magallánica que es donde estos roedores asientan sus hogares, mediante el pisoteo constante de las ovejas estas destruyen el suelo y a su vez destruyen las entradas a las madrigueras de estos roedores. Hoy día es desconocido su tamaño poblacional actual con exactitud, pero sí se sabe que la subespecie Ctenomys magellanicus dicki se considera extinta. Y se estima una disminución de más de un 30% de la población de la especie en la última década principalmente debido a sobreexplotación y degradación de su hábitat debido al pastoreo continuo de ovinos.
Los motivos de clasificación para vulnerable para 4 de 5 de sus subespecies son debido a reducción del tamaño poblacional, en los últimos años haber reducido un 30% su población, y reducción de la calidad de su hábitat natural